# 拉斯·艾丁格
拉爾斯·艾丁格（德語：Lars Eidinger，1976年1月21日—）是一位德國演員。1995年至1999年艾丁格就讀柏林的恩斯特·布什戲劇藝術學院，期間有兩年在德意志劇院客串演出，1999年他加入邵賓納劇團，2008成為劇團的一名總監。2003年起艾丁格也參演許多電視劇和電影，於2016年擔任第66屆柏林影展的其中一名評審。
除戲劇事業外，艾丁格也創作音樂，曾為許多電影譜曲。

## 作品
- 2005：See You at Regis Debray
- 2009：完美第二對（英语：Everyone Else）
- 2011：地獄（英语：Hell (2011 film)）
- 2012：高俅斯和鵜鶘公社（英语：Goltzius and the Pelican Company）
- 2012：週末回家（英语：Home for the Weekend）
- 2013：战地神探
- 2014：星光雲寂（英语：Clouds of Sils Maria）
- 2015：少女性愛官能症（英语：Dora or the Sexual Neuroses of Our Parents）
- 2015：處女之誓（英语：Sworn Virgin (film)）
- 2016：The Origin of Violence
- 2016：私人採購
- 2016：昨日盛開的花朵（英语：The Bloom of Yesterday）
- 2017：絕世名伶（英语：Matilda (2017 film)）
- 2017：Schuld nach Ferdinand von Schirach（電視劇）
- 2017：SS-GB（英语：SS-GB（電視劇））（電視劇）
- 2017：超感8人組（電視劇）
- 2017：巴比伦柏林（電視劇）
- 2018：無主之作
- 2018：黑洞迷情
- 2018：抽屍剝繭（英语：Cut Off (film)）
- 2018：Mackie Messer – Brechts Dreigroschenfilm
- 2018：時速二十五（英语：25 km/h）
- 2019：星星知我心（英语：Proxima (film)）
- 2019：小飛象
- 2019：我所有的愛（英语：All My Loving (film)）
- 2020：我的親親小妹（英语：My Little Sister (2020 film)）
- 2020：波斯语课
- 2023：呼喚奇蹟的光
- 2025：光

## 外部連結
- Lars Eidinger在互联网电影资料库（IMDb）上的資料（英文）